# Gomsiqe
Gomsiqe. znana również jako Gomsiqa, Gomsiqe, Gomsiqia e Eperme, Gomsiqia e Epërme, Gomsiqja e Eperme, Gomsiqja e Epërme, Gomsiqje – wieś położona w północnej części Albanii w gminie Qerret. Wieś znajduje się 73 kilometrów od stolicy państwa, Tirany.

## Historia
Na przełomie XIX i XX wieku proboszczami wsi byli dwaj franciszkańscy mnisi, którzy odegrali ważną rolę w historii albańskiej kultury: Gjergj Fishta przez kilka lad do połowy lat 90. XIX wieku, a następnie Shtjefën Kostantin Gjeçov od 1907 do 1915 roku.

## Demografia
Według spisu ludności z 1989 roku we wsi Gomsiqe mieszkało 478 mieszkańców.